# Happily Ever After (álbum)
Happily Ever After es el segundo disco recopilatorio en doble LP del grupo The Cure que incluye los álbumes Seventeen Seconds y Faith. 
Se publicó en 1981 solamente para el mercado norteamericano por la discográfica A&M Records, discográfica que no era la oficial de The Cure en ese continente. 

## Listado de canciones
| Disco uno: Seventeen Seconds |                                  |          |  |
| N.º                          | Título                           | Duración |  |
| 1.                           | «A Reflection (instrumental)»    | 2:08     |  |
| 2.                           | «Play For Today»                 | 3:38     |  |
| 3.                           | «Secrets»                        | 3:19     |  |
| 4.                           | «In Your House»                  | 4:06     |  |
| 5.                           | «Three»                          | 2:35     |  |
| 6.                           | «The Final Sound (instrumental)» | 0:52     |  |
| 7.                           | «A Forest»                       | 5:54     |  |
| 8.                           | «M»                              | 3:03     |  |
| 9.                           | «At Night»                       | 5:54     |  |
| 10.                          | «Seventeen Seconds»              | 4:01     |  |

- Todas las canciones fueron escritas por The Cure: (Smith/Gallup/Tolhurst/Hartley).

| Disco dos: Faith |                                                       |          |  |
| N.º              | Título                                                | Duración |  |
| 1.               | «The Holy Hour»                                       | 4:25     |  |
| 2.               | «Primary»                                             | 3:35     |  |
| 3.               | «Others Voices»                                       | 4:28     |  |
| 4.               | «All Cats Are Grey»                                   | 5:28     |  |
| 5.               | «The Funeral Party»                                   | 4:14     |  |
| 6.               | «Doubt»                                               | 3:11     |  |
| 7.               | «The Drowning Man»                                    | 4:50     |  |
| 8.               | «Faith»                                               | 6:43     |  |
| 9.               | «Carnage Visors» (cara B solo para la edición casete) | 27:51    |  |

- Todas las canciones fueron escritas por The Cure: (Smith/Gallup/Tolhurst).

## Créditos
| The Cure - Robert Smith - (Líder) vocalista, guitarrista, teclista - Lol Tolhurst - Baterista - Simon Gallup - Bajista - Matthieu Hartley - Teclista (en Seventeen Seconds). | Producción - Producido por: The Cure, Mike Hedges - Publicado por: A&M Records (solo en el mercado norteamericano) - Ingeniero de sonido: Mike Hedges |